# Nizina Środkowoszkocka

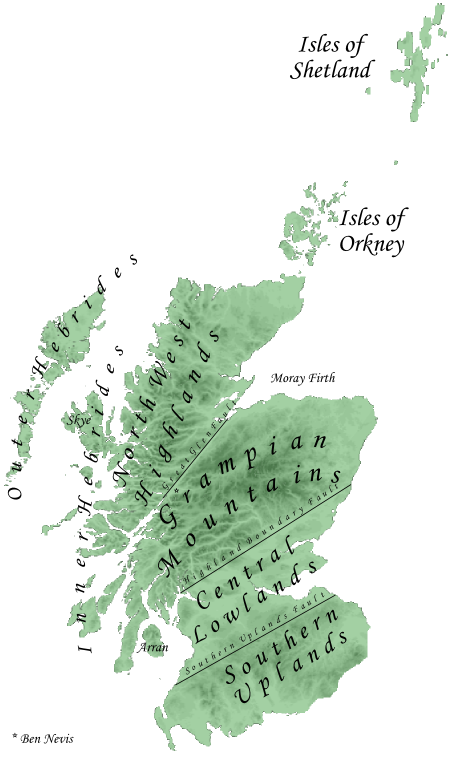
Główne regiony fizyczno-geograficzne Szkocji; w tym Nizina Środkowoszkocka (Central Lowlands)

Nizina Środkowoszkocka (ang. Central Lowlands lub Midland Valley) – obniżenie tektoniczne w środkowej Szkocji (Wielka Brytania), pomiędzy pasmem górskim Grampianów na północny i Wyżyną Południowoszkocką na południu. Znajduje się w całości na terenie większej krainy kulturowo-historycznej Lowlands.
Obszar ma charakter równinny, miejscami pagórkowaty, średnia wysokość ok. 150 m. Liczne ślady epoki lodowcowej: ozy, drumliny.
Klimat umiarkowany, oceaniczny. Urodzajne gleby sprzyjają uprawie roli, rozwinięta jest również hodowla.
Duża gęstość zaludnienia, na nizinie skupia się 80% ludności Szkocji. Najważniejsze miasta regionu to: Glasgow, Edynburg, Dundee, Paisley, Greenock oraz Kirkcaldy.
Dobrze rozwinięty przemysł (jeden z najważniejszych ośrodków przemysłowych w Wielkiej Brytanii), eksploatowane na szeroką skalę są bogate złoża węgla kamiennego. Oprócz górnictwa duże znaczenie ma przemysł stoczniowy.